# 科科纳托
科科纳托（義大利語：Cocconato），是意大利阿斯蒂省的一个市镇。总面积16.77平方公里，人口1639人，人口密度97.7人/平方公里（2009年）。ISTAT代码为005042。